# 海尔特·哈明克
海尔特·亨德里克·哈明克（荷蘭語：Geert Hendrik Hammink，1969年7月12日—），荷兰职业篮球运动员，曾在美国NBA联盟打球。他在1993年的NBA选秀中第1轮第26顺位被奥兰多魔术选中。